# Виоланта

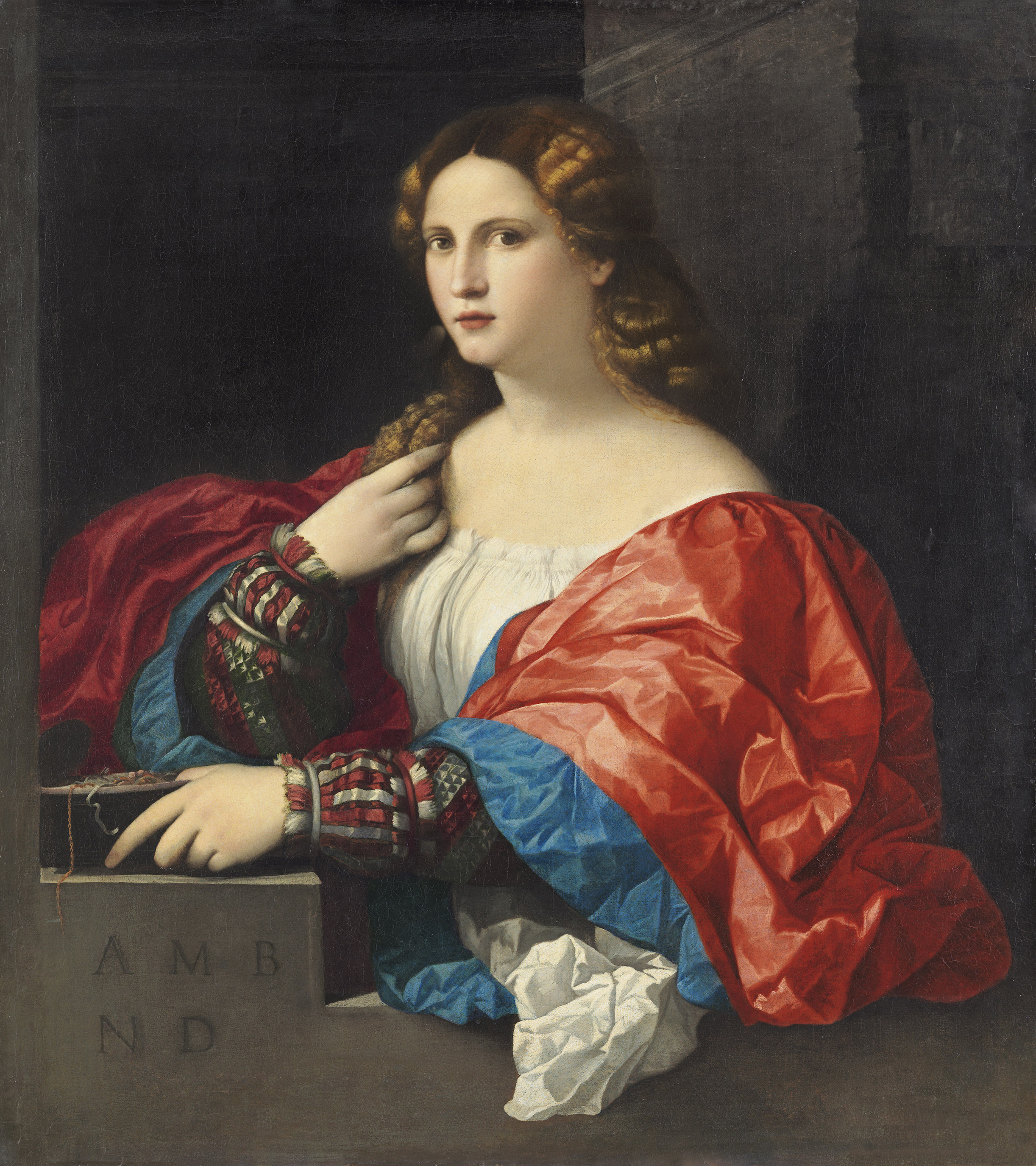
La Bella — работа Пальмы Старшего, Музей Тиссена-Борнемисы, около 1525. В чертах этой женщины находят сходство с моделью венского портрета

Виоланта (итал. Violante) — согласно классической традиции ранняя любовница и натурщица Тициана, дочь художника Пальмы Старшего, с именем которой связан знаменитый портрет венецианской золотоволосой красавицы из Вены «Violante (La Bella Gatta)», приписываемый кисти Тициана или Пальмы Старшего.

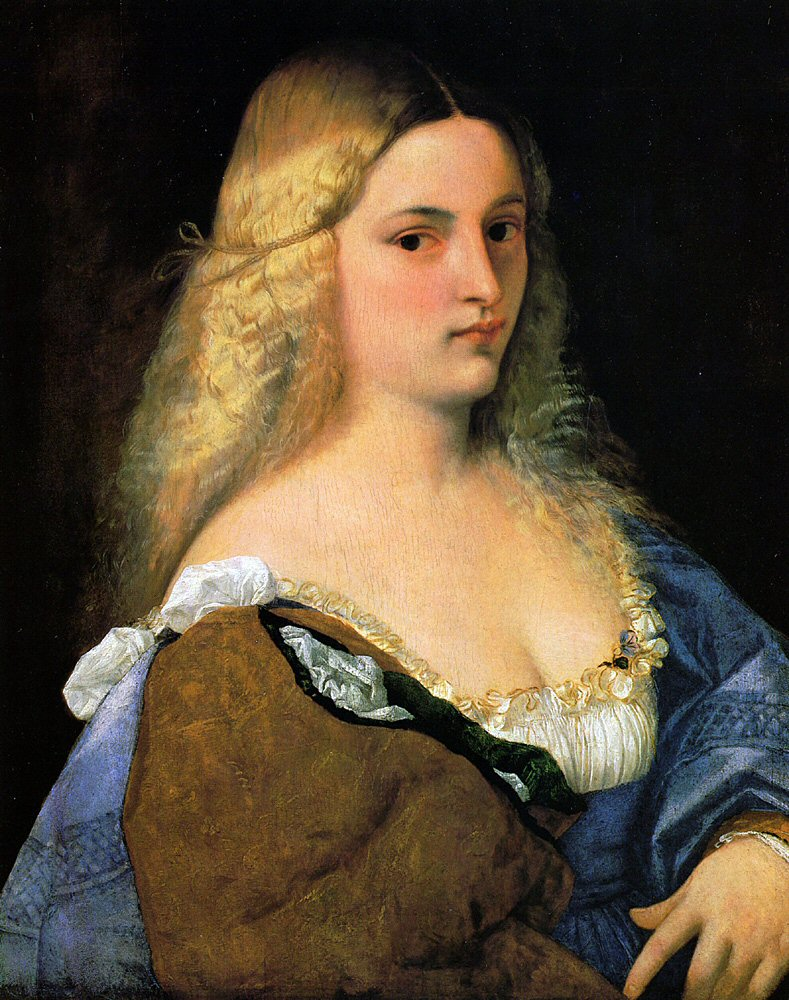
Violante (La Bella Gatta — Красавица Гатта, то есть «Кошка»), предполагаемый портрет Виоланты. Картина Тициана, ранее приписывалась Пальме Старшему. Музей истории искусств, Вена, 1514—1520. История картины известна с 1614 года, когда она была приобретена в Париже

Тем не менее, не существует доказательств того, что Пальма, умерший холостяком, имел детей (по другим указаниям, впрочем, у него было три дочери). Предполагают, что Виоланта была просто популярной натурщицей в Венеции и черты её можно обнаружить в полотнах обоих художников.

## Изображения
Портрет её имени, находящийся в Вене, приписывают кисти Тициана (ранний период) или Пальмы Старшего, который также писал образы венецианских красавиц. Тем не менее, точное авторство картины установить не удаётся, хотя сегодня учёные склоняются к версии авторства Тициана. Венская «Виоланта» пользовалась большой славой и активно копировалась в Новое время.

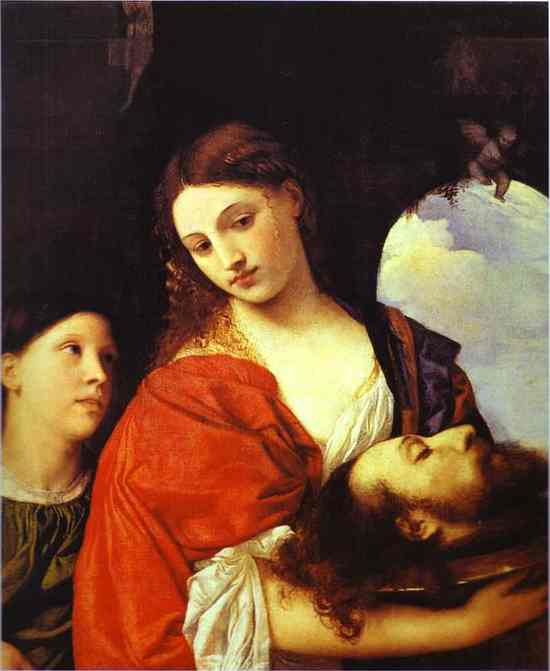
Тициан, «Саломея»

В список картин Пальмы, для которых, возможно, позировала женщина, изображённая в «Виоланте», входят: «La Bella» (Музей Тиссена-Борнемисы), «Флора» (Национальная галерея), «Женщина в зелёном», «Женщина в голубом» (1512—1514, обе в Вене), образы святой Екатерины в «Святом семействе со святыми» (1512—1514, Дрезден), святой Аполлонии в алтаре «Santissima Annunziata» (1514—1515, Бергамо) и целый ряд других религиозных полотен этого периода.
Также, по мнению учёных, эта натурщица фигурирует в образе женщины с фиалками (аллюзия на её имя) в другом известном полотне Тициана — «Вакханалии» из Прадо. Согласно некоторым версиям, натурщицей послужила не легендарная Виоланта, а Чечилия, другая, уже задокументированная любовница Тициана, которая родила ему к 1525 году двух сыновей и на которой он в итоге женился.
В числе тициановских работ с её изображением также называют «Святую Бригитту» (Мадрид), «Флору» (Уффици), в «Любви земной и любви небесной» (Рим, Галерея Боргезе), «Саломее» (Рим, Галерея Дориа-Памфили) и в великолепной «Даме с зеркалом» (Париж, Лувр). Высказывается предположение, что в «Саломее» Тициан изобразил самого себя в образе Иоанна Крестителя, чью отрезанную голову держит на блюде красавица Саломея.

## В литературных произведениях
- Oliver S. Leland. The legend of Violante
- Стихотворение Бочини